# Јулијански дан
Јулијански дан је непрекидно бројање дана од почетка јулијанског периода и највише га користе астрономи и у софтверу за лако израчунавање протеклих дана између два догађаја (нпр. датум производње хране и продаје према датуму).
Број јулијанског дана је цијели број додјељен цијелом соларном дану у бројању јулијанског дана почевши од поднева према универзалном времену (УТ), са бројем 0 јулијанског дана који је додјељен дану који почиње у подне у понедјељак 1. јануара 4713. године прије н. е. према пролептичком јулијанском календару (24. новембар 4714. године прије н. е. према пролептичком грегоријанском календару), датум када су почела три вишегодишња циклуса (индикт, соларни и лунарни циклуси) и који су претходили било којим датумима из забиљежене историје. На примјер, број јулијанског дана за дан који почиње у 12:00 УТ (подне) 1. јануара 2000. био је 2 451 545.
Јулијански датум сваког тренутка је број јулијанског дана плус дио дана од претходног поднева према универзалном времену. Јулијански датуми су изражени као број јулијанског дана са додатом децималног разломка. На примјер, јулијански датум за 00:30:00,0 УТ 1. јануара 2013. је 2 456 293.520 833. Изражено кроз јулијански датум, сада је 2460831.7651389. []
Јулијански период је хронолошки интервал од 7980 година; 1. година јулијанског периода је била 4713. година прије н. е. (−4712). Јулијанска календарска година за 2020. је година 6733. тренутног јулијанског периода. Сљедећи јулијански период почиње 3268. године. Историчари су користили период да би индентификовали јулијанске календарске године у којима се догодио догађај када таква година није дата у историјским записима или када је година који су дали претходни историчари била нетачна.